# Nosso Quadro
«Nosso Quadro» es una canción de la cantante brasileña Ana Castela, lanzada el 2 de febrero de 2023 como parte del EP AgroPlay Verão Vol. 1.

## Antecedentes y escritura
Compuesta por Marco Carvalho y Rodolfo Alessi, la canción habla de una chica que extraña a alguien, con la cual quería casarse, pero, por alguna razón, no pudo.

## Desempeño comercial
| Listas (2023)                   | Mejor posición |
| ------------------------------- | -------------- |
| Brasil Airplay (Top 100 Brasil) | 25             |
| Brasil (Billboard Brazil Songs) | 1              |
| Global 200 (Billboard)          | 95             |
| Global Excl. US (Billboard)     | 35             |

| Listas (2023)             | Mejor posición |
| ------------------------- | -------------- |
| Brasil (Top 50 Streaming) | 1              |